# Voi châu Phi
Voi châu Phi (danh pháp khoa học: Loxodonta) là một chi trong họ Elephantidae, là họ của các loài voi. Mặc dù nói chung người ta tin rằng chi này được Georges Cuvier đặt tên năm 1825, nhưng Cuvier gọi nó là Loxodonte. Một tác giả vô danh đã Latinh hóa tên gọi thành Loxodonta và ICZN công nhận tên gọi này là tên gọi chuẩn.
Các hóa thạch của chi Loxodonta đã được tìm thấy chỉ có tại châu Phi, tại đây chúng đã sinh sôi và phát triển trong thời kỳ giữa thế Pliocen.

## Các loài
- Loxodonta adaurora, tuyệt chủng, đã phát triển thành voi châu Phi ngày nay.
- Voi đồng cỏ châu Phi (Loxodonta africana).
- Voi rừng châu Phi (Loxodonta cyclotis).